# Фрегат (дождевальная машина)

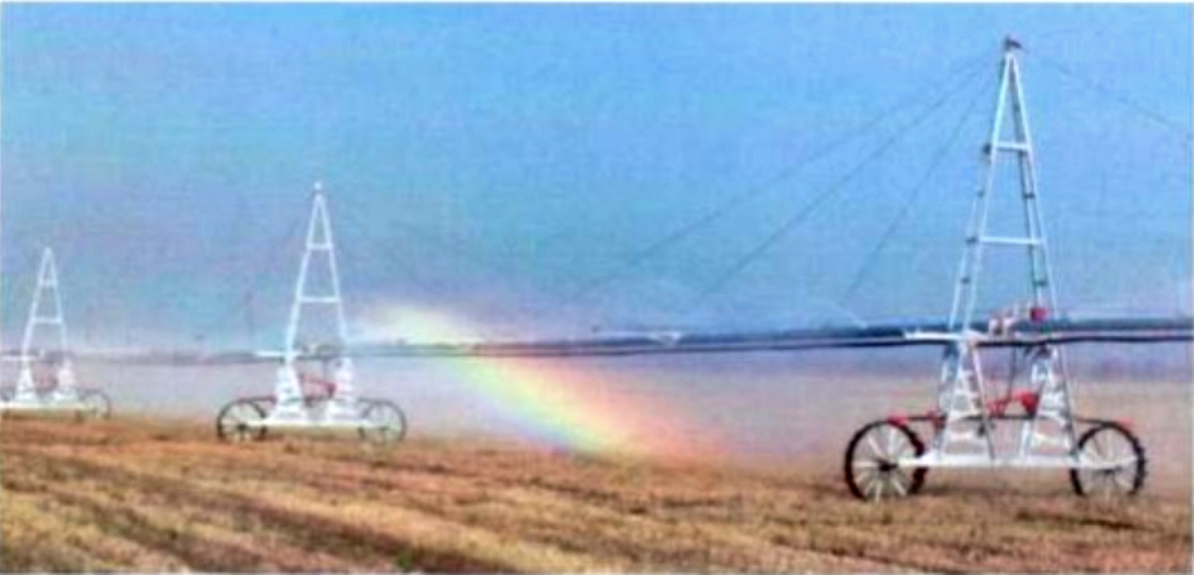
МДМ «Фрегат» в работе

ДМ «Фрегат» и её модификации — советские, российские и украинские самоходные многоопорные широкозахватные дождевальные машины вантовой конструкции, кругового перемещения с забором воды от гидранта трубопровода или из водозаборной скважины, расположенных в центре кругового участка. Приводятся в движение при помощи гидропривода.
Производство начато в Украинской ССР в 1971 году на основе лицензии компании Valmont Industries (США) на аналогичные машины марки Valley. Машины семейства ДМ «Фрегат» применяются для автоматизированного полива сельскохозяйственных культур, в том числе высокостебельных, лугов и пастбищ и до сих пор остаются одними из наиболее распространённых дождевальных машин в России и Украине.

## Устройство

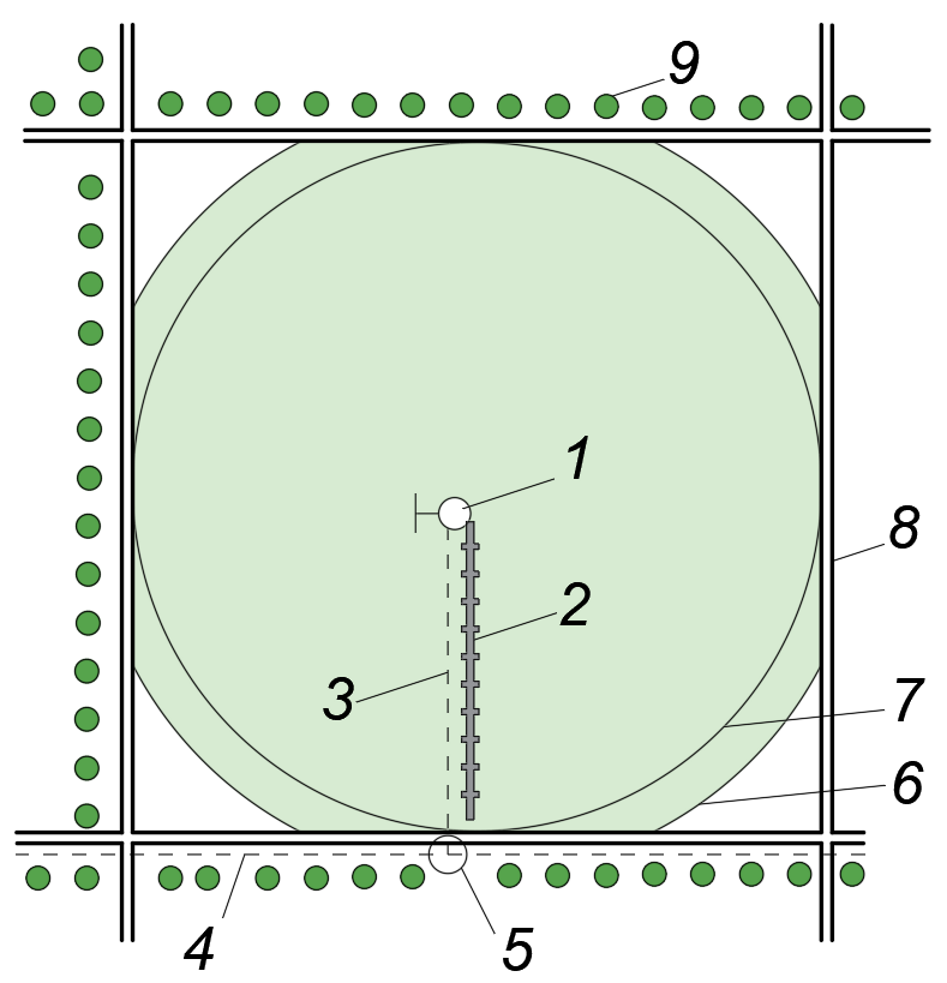
Схема участка работы «Фрегата»: 1 — гидрант; 2 — дождевальная машина; 3 — распределительный трубопровод; 4 — полевой трубопровод; 5 — распределительный колодец; 6 — граница полива при использовании концевого дальнеструйного аппарата; 7 — граница полива; 8 — полевая дорога; 9 — лесополоса

Машина представляет собой движущийся по кругу водопроводящий пояс (трубопровод) с дождевальными аппаратами, который опирается на самоходные опоры и соединён с неподвижной опорой в центре кругового участка.
Вода в машину подаётся от гидранта закрытой (подземной) оросительной сети или в более редких случаях из скважины. Далее она пропускается через фильтр и идёт по стояку, вокруг которого вращается машина, далее в горизонтально расположенный водопроводящий пояс. Стояк закреплён в неподвижной опоре, которая представляет собой пирамидальную металлическую конструкцию на бетонном фундаменте.
Металлический водопроводящий пояс (почти равный радиусу кругового участка) расположен на высоте 2,2 м над землёй. Пояс машин типа ДМУ оснащён среднеструйными дождевальными аппаратами четырёх типоразмеров кругового действия (в количестве 2-3 штук на пролёт), а также может иметь концевой дальнеструйный дождевальный аппарат, который работает по части углового сектора участка. Аппараты орошают кольца разной площади, пропорциональной расстоянию от центральной опоры. Для обеспечения жёсткости конструкции и поддержания водопроводящего пояса в горизонтальном положении предусмотрена система тросовых растяжек. При орошении участков со сложным рельефом и местными уклонами до 0,1 (по другим данным, до 0,22) водопроводящий пояс снабжают гибкими вставками. Машины без гибких вставок работают на уклонах до 0,08. Водопроводящий пояс опирается на самоходные опоры. Поздние модификации «Фрегата» имеют дополнительный трубопровод, улучшающий снабжение гидроприводов водой.

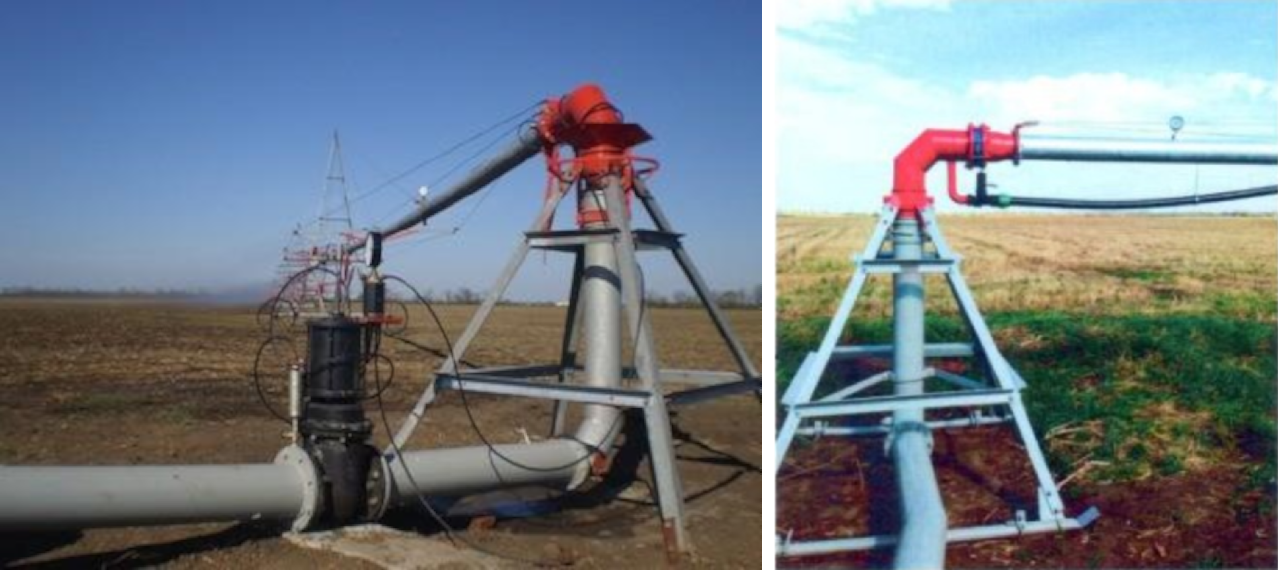
Неподвижные опоры машин модификаций ДМУ «Фрегат» (слева) и МДМ «Фрегат» (справа)

Существуют модификации «Фрегата» с числом самоходных опор от 7 до 20 включительно, упоминается также модификация длиной 611,8 м с 22 опорами. Они представляют собой двухколёсные тележки с гидроприводом, работающим от энергии воды, идущей на полив. Механизм гидропривода включает гидроцилиндр с системой рычагов, передающих усилие почвозацепам ходовых колёс самоходных опор. На тележки опираются А-образные фермы с системой тросового крепления прилегающих участков водопроводящего пояса. Самоходные опоры, кроме последней, имеют системы автоматической синхронизации движения, которые контролируют изгиб водопроводящего пояса в горизонтальной плоскости и регулируют расход воды, подаваемой в гидропривод. Кроме того, машина оборудована системами механической и электрической защиты, которые предназначены для аварийной остановки при недопустимом изгибе трубопровода.
Скорость вращения машины вокруг центра задаётся краном на гидроприводе периферийной тележки. Остановка «Фрегата» происходит после прекращения подачи воды. Принудительную остановку выполняет оператор размыканием выключателя на неподвижной опоре или ручным управлением электрогидрореле, а в поздних модификациях также дистанционно. Оставшаяся вода автоматически выливается через сливные клапаны.
Дополнительное оборудование: комплект внешней системы электрозащиты, узлы системы отключения концевого дождевателя, комплект механического тормоза промежуточной тележки, гидроподкормщик. Поздние модификации «Фрегата» могут иметь бортовой компьютер.

## Производство и модификации
В 1950-х годах в США были запатентованы многоопорные дождевальные машины кругового действия с гидроприводами для использования на напорных пластах подземных вод, в дальнейшем они постоянно улучшались компанией «Вальмонт Индастриз» (Valmont Industries). СССР купил опытные образцы таких машин в 1968 году, спустя два года после выхода постановления ЦК КПСС и Совмина СССР «О широком развитии мелиорации земель для получения высоких и устойчивых урожаев зерновых и других сельскохозяйственных культур», которое запустило масштабную программу по орошению. Была куплена лицензия Valmont Industries на наиболее отработанные и совершённые на тот момент машины «Валлей» (Valley 1060 и Valley 1076). Выпуск их аналога под маркой ДМ «Фрегат» (дождевальная машина) начался в 1971 году на заводе «Фрегат» в Первомайске (Николаевская область). В СССР для орошения в основном стали использовать поверхностные воды, поэтому оросительные системы с машинами кругового действия оказались иными, нежели в США. Развитая сеть подземных трубопроводов с высоконапорными «Фрегатами» требовала насосной станции с напором 1-1,2 МПа. Эти системы оказались крайне энергоёмкими.
Для расширения зоны применения машин в 1979 году начат серийный выпуск модификаций ДМУ-А «Фрегат» и ДМУ-Б «Фрегат» (дождевальная машина унифицированная). Устройство и принцип действия машин ДМ и ДМУ аналогичны. Изменения были внесены в следующие узлы: водопроводящий пояс, система тросов, механический тормоз, последняя тележка. Машины типа ДМУ стали оснащаться более скоростными клапанами в гидроприводах. Машины с гибкими вставками и водопроводящим поясом постоянного диаметра 152,4 мм имеют индекс «А», без гибких вставок и с поясом переменного диаметра 177,8 и 152,4 мм — индекс «Б».
За первые 20 лет производства выпущено более 35 тысяч «Фрегатов».
В советское время были разработаны специальные модификации машин ДМУ. Для работы на почвах с низкой несущей способностью, где наиболее существенна проблема колееобразования, разработаны «Фрегаты» на пневматических шинах низкого давления 15,5-38Р. Модификация Всероссийского НИИ механизации и техники полива (будущий Всероссийский НИИ «Радуга») ДМУ-Асс была предназначена для орошения водой с добавлением животноводческих стоков.
Наиболее перспективным путём модернизации «Фрегатов» оказалась разработка низконапорных машин. Для реализации работы при низких напорах могут вноситься различные конструктивные изменения, обеспечивающие необходимые тягово-скоростные характеристики тележек и параметры полива. Первые низконапорные «Фрегаты» были изготовлены опытной партией ещё во 2-й половине 1970-х годов во Всероссийском НИИ механизации и техники полива. В них были применены дождевальные аппараты другой серии и уменьшено плечо силового рычага (для сохранения тяговых параметров тележек). В 1986—1987 годах там же создана модификация на пневмошинах и с увеличенными диаметрами гидроцилиндров. Она была рекомендована к серийному производству, до которого так и не дошла. В 1989 году начат выпуск низконапорной модификации ДМУ-Бнм, разработанной в СКБ ДМ «Дождь». Машины типа ДМУ-Бнм могут иметь как металлические колёса, так и колёса с пневмошинами. В первом случае применены гидроцилиндры увеличенного диаметра, во втором случае — уменьшено плечо силового рычага. Производство низконапорных дождевальных машин — общемировая тенденция. Необходимость экономичных низконапорных «Фрегатов» стала ощущаться особенно явно с наступлением новых рыночных экономических реалий и по мере износа оросительной системы. В результате совместной работы Всероссийского НИИ «Радуга» и СКБ «Дождь» создана и внедрена в производство низконапорная машина ДМУ-А «Фрегат-Н». Её новшество состоит в применении малоинтенсивных, экологически безопасных, экономичных дождевальных аппаратов секторного действия. Её государственные испытания в 2004 году показали снижение интенсивности дождя, снижение потерь воды, увеличение равномерности распределения воды, уменьшение колееобразования, снижение энергоёмкости Исследования по переводу «Фрегатов» на низкое давление велись также в Волжском НИИ гидротехники и мелиорации, Ставропольском НИИ гидротехники и мелиорации, Украинском НИИ гидротехники и мелиорации, Российском НИИ проблем мелиорации, Саратовском аграрном университете и других организациях.
В 2010-х годах начали внедряться низконапорные модификации с дополнительным трубопроводом. Этим предполагается улучшить энергоснабжение последних наиболее нагруженных тележек и повысить проходимость машины. В 2015 году при участии Всероссийского НИИ «Радуга» появилась низконапорная машина с дополнительным трубопроводом МДМ «Фрегат» (модернизированная дождевальная машина). Разделение на полиэтиленовый трубопровод, подающий воду к гидроприводам тележек, и металлический водопроводящий пояс, по заверению Всероссийского НИИ «Радуга», снизило энергоёмкость и повысило эксплуатационные качества. Машина имеет три дополнительных режима работы: режим холостого хода, низконапорный режим, режим внесения удобрений при поливе. МДМ имеет 11 модификаций. Серийное производство российской дождевальной техники после многолетнего перерыва возобновилось в 2016 году. К 2020 году сельскохозяйственным производителям поставлено 60 новых машин МДМ «Фрегат». Аналогичная машина ДМУМ «Корвет» разработана коллективом объединения «Мелиорация — внутрихозяйственные сети» и Самарского технического университета. В 2021 году в количестве 30 штук машина поступила в одно из сельхозпредприятий Самарской области. Ещё одна низконапорная модификация с раздельными трубопроводами — машина ДМ «Волга-СМ», разработанная сотрудниками ВолжНИИГиМ совместно с Энгельсским филиалом Саратовского технического университета. Основной трубопровод машины — полиэтиленовый или стеклопластиковый. Дополнительный металлический трубопровод предназначен для подачи воды в гидроприводы и небольшого расхода воды на дождеватели и концевой дождевальный аппарат. ДМ «Волга-СМ» — машина реверсивного движения (может передвигаться как по часовой стрелке, так и в обратном направлении).
С использованием элементов машин типа ДМУ сконструированы предназначенные для работы на мелкоконтурных участках укороченные машины «Мини-Фрегат-К».
В России модификации ДМ «Фрегат» выпускают ООО «САБОНагро» из Гулькевичей (Краснодарский край), ОАО «Фрегат» из Нижнего Новгорода, ООО «АгроТехСервис» (в том числе ДМ «Волга-СМ») из Маркса (Саратовская область), ООО «БСГ» (в том числе МДМ «Фрегат») из Тольятти (Самарская область), ООО НПО «СЗСМ» (в том числе ДМУМ «Корвет») из Самары. В Украине — первомайский ЧАО «Завод „Фрегат“», входящий в пятёрку крупнейших игроков на украинском рынке оросительных систем.

## Применение

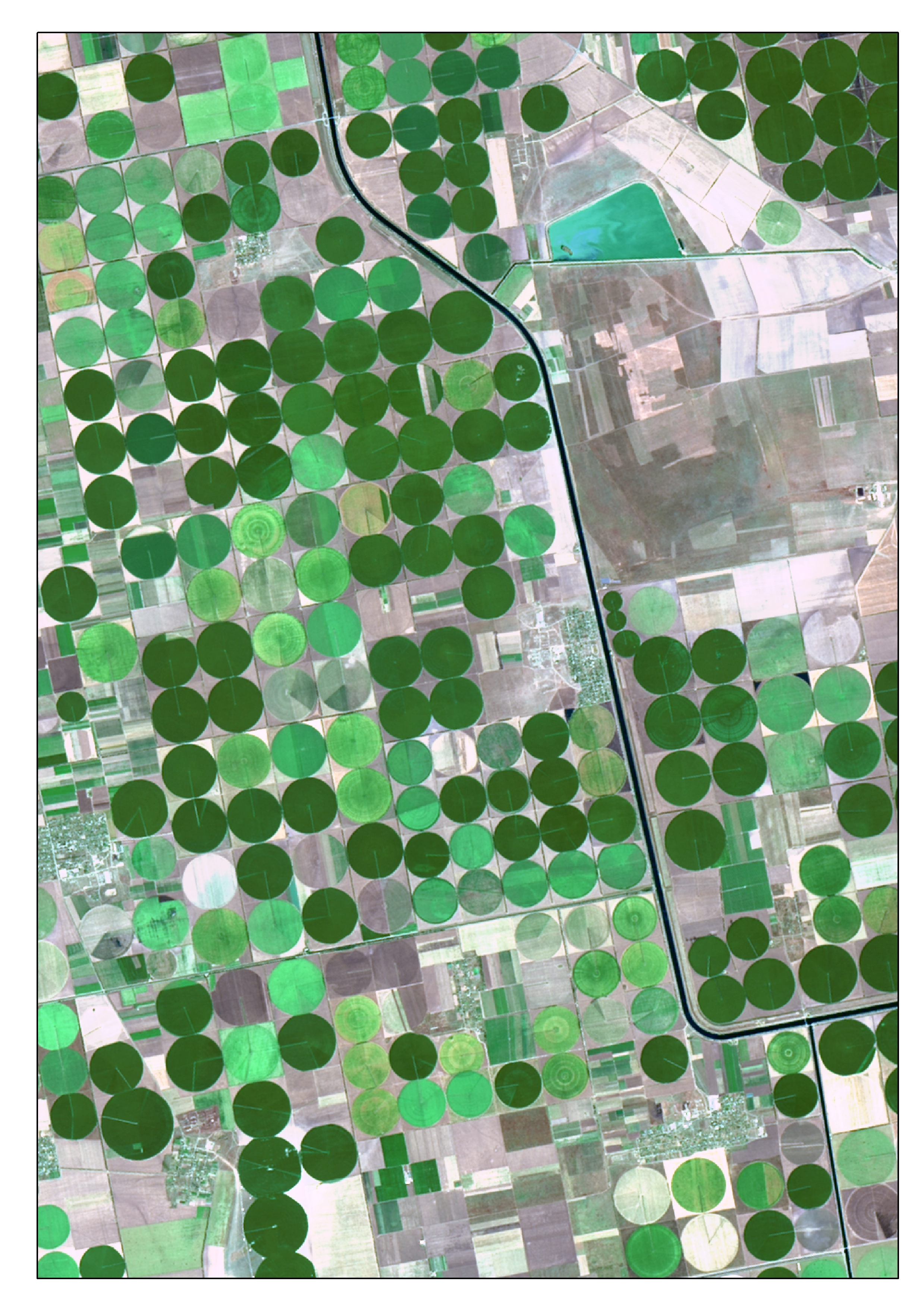
Участки работы «Фрегатов» на спутниковом снимке. Украина, Херсонская область

Машины семейства «Фрегат» применяются для автоматизированного полива сельскохозяйственных культур, в том числе высокостебельных, лугов и пастбищ. Для орошения овощных культур «Фрегат» (в сочетании с дальнеструйными дождевальными аппаратами или другой техникой для полива углов за пределами крговых участков) рекомендуют использовать там, где затруднено применение двухконсольных агрегатов (ДДА-100МА), то есть на лёгких минеральных почвах, на участках с относительно сложным рельефом, на тяжёлых слабоводопроницаемых почвах, а также при больших нормах полива (в пустынных и засушливых регионах). Конкретную модификацию «Фрегата» и их расположение выбирают исходя из размеров полей севооборота и общей конфигурации орошаемой территории.
Величина поливной нормы регулируется изменением скорости движения машины. Величина поливной нормы и природно-климатические условия позволяют в некоторых случаях использовать одну машину на двух и даже трёх (в лесостепи) позициях в поливном сезоне. На другую позицию машину перевозят в осевом направлении трактором, при этом колёса тележек предварительно поворачивают на 90°. Скорость транспортирования на новую позицию составляет 5 км/ч. На практике эта возможность используется редко.
«Фрегаты» получили широкое распространение, так как они имеют большой срок службы и простую конструкцию, дешевле зарубежной техники с электроприводами и проще неё в эксплуатации. Машина имеет и другие преимущества: автоматизация полива, высокая производительность труда, проведение поливов в широком диапазоне поливных норм, использование энергии воды одновременно для полива и передвижения, возможность круглосуточной работы, возможность полива высокостебельных культур.
К недостаткам серийных машин типа ДМ и ДМУ относят недополив углов поля, высокую металлоёмкость на подземные трубопроводы, негативное воздействие на почву (колееобразование; излишне высокая интенсивность дождя, приводящая к поверхностному стоку и глубинной фильтрации воды, заболачиванию почвы и подъёму уровня грунтовых вод; большой диаметр капель, достигающий 2,5—3,5 мм, что оказывает значительное энергетическое воздействие на почву, разрушая и уплотняя её верхний слой), невозможность регулировки поливной нормы в процессе работы, неэффективность на участках со сложным рельефом, неэкономичность расходования воды, и одна из самых существенных проблем — огромная энергоёмкость, обусловленная в первую очередь работой на высоком давлении (энергоёмкость на подачу 1000 м3 находится в пределах 350—680 кВт⋅ч).
Некоторые проблемы решены в модернизированных «Фрегатах». Применение низконапорных машин даёт возможность сократить затраты электроэнергии на работу насосных станций, увеличить число машин, работающих одновременно от одного насосного агрегата, за счёт этого сокращается продолжительность полива орошаемых территорий. Снижение давления на входе на 0,1 МПа позволяет экономить от 10 % до 30 % потребляемой энергии. Экономический эффект достигается только вкупе с модернизацией насосно-силового оборудования оросительной системы. Переход на низконапорные машины в сочетании с модернизацией насосно-силового оборудования, оптимизацией его работы может сократить затраты электроэнергии в 1,15—2 раза, до 266—270 кВт⋅ч на подачу 1000 м3. Оснащение машин более совершенными дождевальными аппаратами, в том числе короткоструйными, дефлекторными насадками способствует экономии воды и энергии, улучшению качества полива и снижению негативного воздействия на почву. Снизить расход воды и минимизировать негативное воздействие на почву позволяет также применение устройств приповерхностного дождевания (УПД). Достоинство модификаций с реверсивным движением состоит в возможности использовать одну машину на нескольких сельскохозяйственных культурах с различными биологическими особенностями и требованиями к поливу, что позволяет экономить воду и получать стабильные урожаи.
Как и ДКШ-64 «Волжанка» данные «Фрегаты» являются дождевальными машинами второго поколения. «Фрегаты» — наиболее распространённые дождевальные машины советского и российского производства. В 2005 году в России имелось 8317 машин (40,4 % парка дождевальной техники страны), в 2014 году — 4269 машин (30,5 %), в 2019 году — 2772 машины (23,3 %). В 2019 году площадь орошения «Фрегатами» в России составляла 190 тысяч га (29,7 %). В Украине «Фрегаты» также широко распространены. По состоянию на 2016 год в Украине работало около 4900 машин, что составляло чуть больше половины парка. Большинство из существующих «Фрегатов» имеет значительный износ, многие из них ещё советского производства. Эти машины уже морально и материально устарели, требуют замены или модернизации.

## Технические характеристики
| Показатель | Показатель | ДМ «Фрегат» | ДМ «Фрегат» | ДМ «Фрегат» | ДМ «Фрегат» | ДМ «Фрегат» | ДМУ «Фрегат-Н» | ДМУ-А «Фрегат» * | ДМУ-А «Фрегат» * | ДМУ-А «Фрегат» * | ДМУ-А «Фрегат» * | ДМУ-А «Фрегат» * | ДМУ-А «Фрегат» * | ДМУ-А «Фрегат» * | ДМУ-А «Фрегат» * | ДМУ-А «Фрегат» * | ДМУ-А «Фрегат» * | ДМУ-А «Фрегат» * |
| Показатель | Показатель | ДМ- 335-58  | ДМ- 365-68  | ДМ- 394-80  | ДМ- 424-90  | ДМ- 454-100 | ДМУ-А 199-28   | ДМУ-А 199-28     | ДМУ-А 229-32     | ДМУ-А 253-38     | ДМУ-А 283-45     | ДМУ-А 308-55     | ДМУ-А 308-30     | ДМУ-А 337-65     | ДМУ-А 337-45     | ДМУ-А 362-50     | ДМУ-А 392-50     | ДМУ-А 417-55     |
| --- | --- | ----------- | ----------- | ----------- | ----------- | ----------- | -------------- | ---------------- | ---------------- | ---------------- | ---------------- | ---------------- | ---------------- | ---------------- | ---------------- | ---------------- | ---------------- | ---------------- |
| Число дождевальных аппаратов                                                                                                  | Число дождевальных аппаратов                                                                                                  | 38          | 41          | 44          | 48          | 50          |                |                  |                  |                  |                  |                  |                  |                  |                  |                  |                  |                  |
| Число тележек | Число тележек | 12          | 13          | 14          | 15          | 16          |                | 7                | 8                | 9                | 10               | 11               | 11               | 12               | 12               | 13               | 14               | 15               |
| Длина машины, м | Длина машины, м | 335         | 365         | 394         | 424         | 454,5       | 199,0          | 199,0            | 228,7            | 253,4            | 283,0            | 307,8            | 307,8            | 337,4            | 337,4            | 362,2            | 391,8            | 416,5            |
| Максимальный радиус полива, м                                                                                                 | Максимальный радиус полива, м                                                                                                 |             |             |             |             |             |                | 224              | 254              | 278              | 308              | 333              | 333              | 362              | 362              | 387              | 417              | 442              |
| Общий расход воды, л/с | Общий расход воды, л/с | 58          | 68          | 80          | 90          | 100         | 19,7           | 20 28            | 25 32            | 28 38            | 30 45            | 45 55            | 50               | 55 65            | 35 45            | 40 50            | 40 50            | 45 55            |
| Требуемое давление воды на входе в машину при нулевом общем уклоне, МПа                                                       | Требуемое давление воды на входе в машину при нулевом общем уклоне, МПа                                                       | 0,52-0,57   | 0,57-0,59   | 0,59-0,64   | 0,64-0,69   | 0,64-0,69   | 0,37           | 0,47             | 0,47 0,48        | 0,47 0,50        | 0,48 0,51        | 0,52 0,54        | 0,48             | 0,55 0,59        | 0,50 0,52        | 0,51 0,54        | 0,52 0,55        | 0,54 0,57        |
| Средняя интенсивность дождя по длине машины, мм/мин                                                                           | Средняя интенсивность дождя по длине машины, мм/мин                                                                           | 0,19        | 0,23        | 0,26        | 0,29        | 0,32        | 0,22           | 0,17 0,22        | 0,18 0,22        | 0,19 0,24        | 0,18 0,25        | 0,23 0,27        | 0,16             | 0,25 0,29        | 0,17 0,21        | 0,18 0,21        | 0,17 0,2         | 0,17 0,21        |
| Средний размер капель, мм | Средний размер капель, мм |             |             |             |             |             | 0,87           | 1,17             |                  |                  |                  |                  |                  |                  |                  |                  |                  |                  |
| Максимальная площадь полива при работе на одной позиции, га                                                                   | Максимальная площадь полива при работе на одной позиции, га                                                                   | 42,0        | 49,5        | 57,0        | 65,5        | 72,0        |                | 15,8             | 20,2             | 24,4             | 29,8             | 34,8             | 34,8             | 41,3             | 41,3             | 47,1             | 54,6             | 61,2             |
| Минимальная норма полива за один оборот машины (для ДМУ при частоте ходов гидроцилиндра последней тележки 5,5 ход/мин), м3/га | Минимальная норма полива за один оборот машины (для ДМУ при частоте ходов гидроцилиндра последней тележки 5,5 ход/мин), м3/га |             |             |             |             |             |                | 98 137           | 111 142          | 114 156          | 113 170          | 159 195          | 106              | 180 213          | 114 147          | 124 155          | 116 145          | 124 152          |
| Масса машины, т | без воды | 11,4        | 12,3        | 13,2        | 14,1        | 15,0        |                | 6,5              | 7,4              | 8,2              | 9,2              | 10               | 10               | 10,9             | 10,9             | 11,7             | 12,6             | 13,4             |
| Масса машины, т | с водой | 22,8        | 23,7        | 24,6        | 25,5        | 27,0        |                | 10,1             | 11,5             | 12,7             | 14,3             | 15,5             | 15,5             | 16,9             | 16,9             | 18,2             | 19,6             | 20,8             |
| Минимальное время одного оборота, час                                                                                         | |             |             |             |             |             |                |                  |                  |                  |                  |                  |                  |                  |                  |                  |                  |                  |
| Число машин, обслуживаемое 1 человеком                                                                                        | Число машин, обслуживаемое 1 человеком                                                                                        | 3-4         | 3-4         | 3-4         | 3-4         | 3-4         |                | 3-4              | 3-4              | 3-4              | 3-4              | 3-4              | 3-4              | 3-4              | 3-4              | 3-4              | 3-4              | 3-4              |

| Показатель | Показатель | ДМУ-Б «Фрегат» * | ДМУ-Б «Фрегат» * | ДМУ-Б «Фрегат» * | ДМУ-Б «Фрегат» * | ДМУ-Б «Фрегат» * | ДМУ-Б «Фрегат» * | ДМУ-Б «Фрегат» * | ДМУ-Б «Фрегат» * | ДМУ-Б «Фрегат» * | ДМУ-Б «Фрегат» * | ДМУ-Бнм «Фрегат» | ДМУ-Бнм «Фрегат» | ДМУ-Бнм «Фрегат» | ДМУ-Бнм «Фрегат»            | ДМУ-Асс «Фрегат» | ДМУ-Асс «Фрегат» | ДМУ-Асс «Фрегат» | ДМУ-Асс «Фрегат» | ДМУ-Асс «Фрегат» |
| Показатель | Показатель | ДМУ-Б 379-75     | ДМУ-Б 409-80     | ДМУ-Б 434-90     | ДМУ-Б 463-90     | ДМУ-Б 463-60     | ДМУ-Б 488-90     | ДМУ-Б 488-65     | ДМУ-Б 518-90     | ДМУ-Б 542-90     | ДМУ-Б 572-90     | ДМУ- Бнм 379-50  | ДМУ- Бнм 409-57  | ДМУ- Бнм 434-63  | ДМУ- Бнм 463-72             | ДМУ- Асс 283-30  | ДМУ- Асс 337-45  | ДМУ- Асс 362-50  | ДМУ- Асс 392-50  | ДМУ- Асс 417-55  |
| --- | --- | ---------------- | ---------------- | ---------------- | ---------------- | ---------------- | ---------------- | ---------------- | ---------------- | ---------------- | ---------------- | ---------------- | ---------------- | ---------------- | --------------------------- | ---------------- | ---------------- | ---------------- | ---------------- | ---------------- |
| Число дождевальных аппаратов                                                                                                  | Число дождевальных аппаратов                                                                                                  |                  | 44               |                  |                  |                  |                  |                  |                  |                  |                  |                  |                  |                  |                             |                  |                  |                  |                  |                  |
| Число тележек | Число тележек | 13               | 14               | 15               | 16               | 16               | 17               | 17               | 18               | 19               | 20               | 13               | 14               | 15               | 16                          | 10               | 12               | 13               | 14               | 15               |
| Длина машины, м | Длина машины, м | 379,2            | 408,8            | 433,6            | 463,2            | 463,2            | 487,9            | 487,9            | 517,6            | 542,3            | 571,9            | 379,2            | 408,8            | 433,6            | 463,2                       | 283              | 337,5            | 362,3            | 391,9            | 416,6            |
| Максимальный радиус полива, м                                                                                                 | Максимальный радиус полива, м                                                                                                 | 404              | 434              | 459              | 488              | 488              | 513              | 513              | 543              | 567              | 597              | 399              | 429              | 454              | 483                         | 314-447          | 314-447          | 314-447          | 314-447          | 314-447          |
| Общий расход воды, л/с | Общий расход воды, л/с | 60 68 75         | 65 72 80         | 70 80 90         | 72 80 90         | 50 60            | 80 90            | 55 65            | 72 80 90         | 72 80 90         | 72 80 90         | 50               | 57               | 63               | 72                          | 32               | 48               | 53               | 53               | 58               |
| Требуемое давление воды на входе в машину, МПа                                                                                | Требуемое давление воды на входе в машину, МПа                                                                                | 0,53 0,55 0,57   | 0,54 0,56 0,58   | 0,56 0,59 0,62   | 0,57 0,59 0,63   | 0,51 0,54        | 0,6 0,64         | 0,53 0,56        | 0,58 0,61 0,64   | 0,58 0,61 0,65   | 0,59 0,62 0,66   | 0,41             | 0,41             | 0,41             | 0,41                        | 0,48-0,57        | 0,48-0,57        | 0,48-0,57        | 0,48-0,57        | 0,48-0,57        |
| Средняя интенсивность дождя по длине машины, мм/мин                                                                           | Средняя интенсивность дождя по длине машины, мм/мин                                                                           | 0,24 0,27 0,29   | 0,24 0,26 0,29   | 0,24 0,28 0,31   | 0,23 0,26 0,29   | 0,18 0,2         | 0,25 0,27        | 0,18 0,21        | 0,21 0,23 0,26   | 0,21 0,23 0,25   | 0,2 0,22 0,24    | 0,53             | 0,58             | 0,57             | 0,61                        | 0,33             | 0,33             | 0,33             | 0,33             | 0,33             |
| Средний размер капель, мм | Средний размер капель, мм |                  | 1,5              |                  |                  |                  |                  |                  |                  |                  |                  |                  |                  |                  | 1                           |                  |                  |                  |                  |                  |
| Максимальная площадь полива при работе на одной позиции, га                                                                   | Максимальная площадь полива при работе на одной позиции, га                                                                   | 51,3             | 59,1             | 66,1             | 74,9             | 74,9             | 82,6             | 82,6             | 92,5             | 102,2            | 111,3            | 50,0             | 57,8             | 64,7             | 73,3                        | 31,8             | 43,5             | 49,6             | 57,2             | 64               |
| Минимальная норма полива за один оборот машины (для ДМУ при частоте ходов гидроцилиндра последней тележки 5,5 ход/мин), м3/га | Минимальная норма полива за один оборот машины (для ДМУ при частоте ходов гидроцилиндра последней тележки 5,5 ход/мин), м3/га | 178 202 222      | 181 200 223      | 185 212 238      | 180 200 225      | 125 150          | 192 216          | 132 156          | 164 182 205      | 155 173 194      | 151 168 189      | 277              | 295              | 310              | 335                         |                  |                  |                  |                  |                  |
| Масса машины, т | без воды | 12,2             | 13,2             | 14               | 15               | 15               | 15,8             | 15,8             | 16,8             | 17,6             | 18,6             | 11,8             | 12,7             | 13,5             | 14,5 (по др. дан. 15) 21 ** |                  |                  |                  |                  |                  |
| Масса машины, т | с водой | 20,2             | 21,9             | 23,3             | 25               | 25               | 26,4             | 26,4             | 28,2             | 29,5             | 31,3             |                  |                  |                  |                             |                  |                  |                  |                  |                  |
| Минимальное время одного оборота, час                                                                                         | Минимальное время одного оборота, час                                                                                         |                  | 45,7             |                  |                  |                  |                  |                  |                  |                  |                  | 76,8             | 83,1             | 88,4             | 94,7                        |                  |                  |                  |                  |                  |
| Число машин, обслуживаемое 1 человеком                                                                                        | Число машин, обслуживаемое 1 человеком                                                                                        | 3-4              | 3-4              | 3-4              | 3-4              | 3-4              | 3-4              | 3-4              | 3-4              | 3-4              | 3-4              |                  |                  |                  |                             | 4                | 4                | 4                | 4                | 4                |

| Показатель | Показатель | ДМУМ «Корвет» * | ДМУМ «Корвет» * | ДМУМ «Корвет» * | ДМУМ «Корвет» * | ДМУМ «Корвет» * | ДМУМ «Корвет» * | ДМУМ «Корвет» * | ДМУМ «Корвет» * | ДМУМ «Корвет» * | ДМУМ «Корвет» * | ДМУМ «Корвет» * | ДМУМ «Корвет» * | ДМУМ «Корвет» * | ДМУМ «Корвет» * | ДМУМ «Корвет» * | ДМУМ «Корвет» * | ДМУМ «Корвет» * | ДМ «Волга -СМ» | МДМ «Фрегат» |
| Показатель | Показатель | ДМУМ- 7А-199    | ДМУМ- 8А-229    | ДМУМ- 9А-253    | ДМУМ- 10А-283   | ДМУМ- 11А-308   | ДМУМ- 12А-337   | ДМУМ- 13А-362   | ДМУМ- 14А-392   | ДМУМ- 15А-417   | ДМУМ- 13Б-379   | ДМУМ- 14Б-409   | ДМУМ- 15Б-434   | ДМУМ- 16Б-463   | ДМУМ- 17Б-488   | ДМУМ- 18Б-518   | ДМУМ- 19Б-542   | ДМУМ- 20Б-572   | ДМ «Волга -СМ» | МДМ- Б-409   |
| --- | --- | --------------- | --------------- | --------------- | --------------- | --------------- | --------------- | --------------- | --------------- | --------------- | --------------- | --------------- | --------------- | --------------- | --------------- | --------------- | --------------- | --------------- | -------------- | ------------ |
| Число дождевальных аппаратов | Число дождевальных аппаратов                                                                                   |                 |                 |                 |                 |                 |                 |                 |                 |                 |                 |                 |                 |                 |                 |                 |                 |                 |                | 151          |
| Число тележек | Число тележек                                                                                                  | 7               | 8               | 9               | 10              | 11              | 12              | 13              | 14              | 15              | 13              | 14              | 15              | 16              | 17              | 18              | 19              | 20              | 1-16           |              |
| Длина машины, м | Длина машины, м                                                                                                | 199             | 229             | 253             | 283             | 308             | 337             | 362             | 392             | 417             | 379             | 409             | 434             | 463             | 488             | 518             | 542             | 572             | 35-463         | 409          |
| Максимальный радиус полива, м | |                 |                 |                 |                 |                 |                 |                 |                 |                 |                 |                 |                 |                 |                 |                 |                 |                 |                |              |
| Общий расход воды, л/с | Общий расход воды, л/с                                                                                         | 20 28           | 25 30           | 28 40           | 28 45           | 30 45 55        | 35 45 55        | 40 50 60        | 40 50 65        | 45 55 75        | 45 55 65        | 50 60 75        | 50 70 85        | 50 70 90        | 55 72 90        | 65 72 90        | 65 72 90        | 65 72 90        | 7-90           | 65           |
| Требуемое давление воды на входе в машину, МПа                                                                                         | Требуемое давление воды на входе в машину, МПа                                                                 | 0,29-0,32       | 0,3-0,32        | 0,3-0,33        | 0,3-0,33        | 0,3-0,33        | 0,3-0,34        | 0,3-0,34        | 0,3-0,34        | 0,3-0,34        | 0,3-0,34        | 0,3-0,35        | 0,35-0,4        | 0,35-0,4        | 0,37-0,42       | 0,38-0,43       | 0,38-0,43       | 0,39-0,44       | 0,35-0,45      | 0,36         |
| Средняя интенсивность дождя по длине машины, мм/мин                                                                                    | Средняя интенсивность дождя по длине машины, мм/мин                                                            | 1,1             | 1,1             | 1,1             | 1,1             | 1,1             | 1,1             | 1,1             | 1,1             | 1,1             | 1,1             | 1,1             | 1,1             | 1,1             | 1,1             | 1,1             | 1,1             | 1,1             |                | 0,14-0,16    |
| Средний размер капель, мм | Средний размер капель, мм                                                                                      | 1,5             | 1,5             | 1,5             | 1,5             | 1,5             | 1,5             | 1,5             | 1,5             | 1,5             | 1,5             | 1,5             | 1,5             | 1,5             | 1,5             | 1,5             | 1,5             | 1,5             |                | 0,8-1,2      |
| Максимальная площадь полива при работе на одной позиции, га                                                                            | Максимальная площадь полива при работе на одной позиции, га                                                    | 15,6            | 20,1            | 24,0            | 29,2            | 34,2            | 40,3            | 46,1            | 53,2            | 59,8            | 50,3            | 57,7            | 64,3            | 72,7            | 80,3            | 90,1            | 98,6            | 108,9           |                |              |
| Минимальная норма полива за один оборот машины, м3/га                                                                                  | Минимальная норма полива за один оборот машины, м3/га                                                          | 200-600         | 200-600         | 200-600         | 200-600         | 200-600         | 200-600         | 200-600         | 200-600         | 200-600         | 200-600         | 200-600         | 200-600         | 200-600         | 200-600         | 200-600         | 200-600         | 200-600         |                |              |
| Масса машины, т | без воды | 6,5             | 7,4             | 8,2             | 9,2             | 10              | 10,9            | 11,7            | 12,6            | 13,4            | 11,9            | 12,8            | 13,6            | 14,5            | 15,3            | 16,2            | 17,0            | 17,9            |                |              |
| Масса машины, т | с водой |                 |                 |                 |                 |                 |                 |                 |                 |                 |                 |                 |                 |                 |                 |                 |                 |                 |                |              |
| Минимальное время одного оборота (для ДМУМ при частоте ходов гидроцилиндра последней тележки 3,5 ход/мин), час                         | Минимальное время одного оборота (для ДМУМ при частоте ходов гидроцилиндра последней тележки 3,5 ход/мин), час | 34,3            | 39,8            | 44,4            | 50,0            | 54,6            | 60,1            | 64,7            | 70,3            | 74,9            | 67,5            | 73,0            | 77,6            | 83,5            | 87,8            | 93,3            | 98,0            | 103,5           |                | 89           |
| Число машин, обслуживаемое 1 человеком                                                                                                 | Число машин, обслуживаемое 1 человеком                                                                         | 10              | 10              | 10              | 10              | 10              | 10              | 10              | 10              | 10              | 10              | 10              | 10              | 10              | 10              | 10              | 10              | 10              | 3-4            | 10           |
| * Несколько расходов воды на машине одной марки обеспечивается установкой различных наборов дождевальных аппаратов ** На пневмоколёсах | |                 |                 |                 |                 |                 |                 |                 |                 |                 |                 |                 |                 |                 |                 |                 |                 |                 |                |              |